# Mevlüt Mert Altıntaş
Mevlüt Mert Altıntaş (Söke, 1994. június 24. – Ankara, 2016. december 19.) török rendőr. Ő ölte meg Andrej Karlovot 2016. december 19-én.

## Életpályája
Két és fél évig az ankarai rohamrendőrség tagja volt. A 2016-os törökországi katonai puccskísérletet követően nyolc alkalommal választották ki Recep Tayyip Erdoğan biztonsági kíséretébe.